# Răzvan Marin
Răzvan Marin, né le 23 mai 1996 à Bucarest en Roumanie, est un footballeur international roumain qui joue au poste de milieu de terrain à l'AEK Athènes.

## Carrière

### En club

#### Viitorul Constanța (2013-2017)
Avec les moins de 19 ans du Viitorul Constanța, il joue quatre matchs au sein de l'UEFA Youth League lors de la saison 2015-2016, inscrivant trois buts. Le 21 octobre 2015, il est l'auteur d'un doublé contre le Dynamo Minsk, à l'occasion du premier tour de la compétition.
Il joue deux matchs en Ligue Europa avec le Viitorul Constanța lors de la saison 2016-2017.

#### Standard de Liège (2017-2019)
Le 20 janvier 2017, il signe un contrat de quatre ans et demi avec le club belge du Standard de Liège pour 2,4 millions d'euros. Deux jours plus tard, il participe pour la première fois à un match de première division belge en tant que remplaçant à la 80e minute dans une défaite de 0 à 3 contre le Club Bruges au stade Maurice-Dufrasne.
Le 8 avril 2017, Marin marque son premier but pour Les Rouches dans un match nul 2–2 en championnat contre Saint-Trond. Le 17 mars, il est titulaire lors de la victoire 1 à 0 de la finale de la Coupe de Belgique contre KRC Genk.
Lors de la saison 2018-2019, il enregistre sa première apparition européenne pour le Standard lors du troisième tour de qualification de la ligue des champions de l'UEFA contre l'Ajax Amsterdam (2-2). Marin dispute ensuite les six matchs de la phase de groupes de la Ligue Europa. Son équipe termine troisième derrière le FC Séville et le FK Krasnodar.
Ses bonnes performances tout au long de l'année lui valent le titre de footballeur roumain de l'année lors du Gala Fotbalului Românesc de 2018, le 3 décembre. Quelques jours plus tard, il termine deuxième pour le même trophée attribué par le journal Gazeta Sporturilor.
Le 16 mai 2019, il inscrit un doublé contre le Club Bruges pour son dernier match au stade Maurice-Dufrasne.

#### Ajax Amsterdam (à partir de 2019)
Le 4 avril 2019, il signe un contrat de cinq ans avec l'Ajax pour un montant de 12,5 millions d'euros. Le joueur rejoint Amsterdam à l'été 2019 pour remplacer Frenkie de Jong, parti au FC Barcelone. Cette somme est la troisième la plus élevée jamais payée par le club néerlandais, et faisait de Marin le troisième footballeur roumain le plus cher derrière Adrian Mutu et Cristian Chivu.

#### Cagliari Calcio (à partir de 2020)
Le 31 août 2020, il rejoint le club italien de Cagliari en prêt avec obligation d'achat. Il signe un contrat de 5 ans.

### En sélection nationale
Il reçoit sa première sélection en équipe de Roumanie le 8 octobre 2016, lors d'un match des éliminatoires du mondial 2018 contre l'Arménie. À cette occasion, il marque son premier but avec l'équipe de Roumanie, pour une large victoire sur le score de 5-0
Il est retenu dans la liste des 26 joueurs roumains du sélectionneur Edward Iordănescu pour participer à l'Euro 2024. Le 17 juin 2024, lors du premier match de poules face à l'Ukraine il inscrit le deuxième but de la rencontre contribuant à la victoire des siens 3-0. Le 26 juin, il récidive face à la Slovaquie lors du dernier match de poules en marquant sur penalty.  

## Vie privée
Le père de Răzvan Marin, Petre, est un international roumain à la retraite. Arrière droit, il a joué pour le Steaua Bucarest et le Național Bucarest entre autres.

## Statistiques

### Statistique détaillées
| Saison                | Club                  | Championnat           | Championnat | Championnat | Championnat | Coupe nationale | Coupe nationale | Coupe nationale | Coupe de la Ligue | Coupe de la Ligue | Coupe de la Ligue | Supercoupe | Supercoupe | Supercoupe | Compétition(s) continentale(s) | Compétition(s) continentale(s) | Compétition(s) continentale(s) | Compétition(s) continentale(s) | Roumanie | Roumanie | Roumanie | Total | Total | Total |
| Saison                | Club                  | Division              | M.          | B.          | P.d.        | M.              | B.              | P.d.            | M.                | B.                | P.d.              | M.         | B.         | P.d.       | Comp.                          | M.                             | B.                             | P.d.                           | M.       | B.       | P.d.     | M.    | B.    | P.d.  |
| 2013-2014             | Viitorul Constanța    | Liga 1                | 10          | 0           | 3           | 0               | 0               | 0               | 0                 | 0                 | 0                 | -          | -          | -          | -                              | 0                              | 0                              | 0                              | 0        | 0        | 0        | 10    | 0     | 3     |
| 2014-2015             | Viitorul Constanța    | Liga 1                | 17          | 1           | 2           | 2               | 1               | 0               | 2                 | 1                 | 0                 | -          | -          | -          | -                              | 0                              | 0                              | 0                              | 0        | 0        | 0        | 21    | 3     | 2     |
| 2015-2016             | Viitorul Constanța    | Liga 1                | 28          | 3           | 4           | 3               | 1               | 0               | 1                 | 2                 | 0                 | -          | -          | -          | YL                             | 4                              | 3                              | 0                              | 0        | 0        | 0        | 36    | 9     | 4     |
| 2016-2017             | Viitorul Constanța    | Liga 1                | 20          | 4           | 4           | 0               | 0               | 0               | 0                 | 0                 | 0                 | -          | -          | -          | C3                             | 2                              | 0                              | 0                              | 4        | 1        | 1        | 26    | 5     | 5     |
| Sous-total            | Sous-total            | Sous-total            | 75          | 8           | 13          | 5               | 2               | 0               | 3                 | 3                 | 0                 | -          | -          | -          | -                              | 6                              | 3                              | 0                              | 4        | 1        | 1        | 93    | 17    | 14    |
| 2016-2017             | Standard de Liège     | Jupiler Pro League    | 18          | 2           | 1           | 0               | 0               | 0               | -                 | -                 | -                 | -          | -          | -          | -                              | 0                              | 0                              | 0                              | 3        | 0        | 1        | 21    | 2     | 2     |
| 2017-2018             | Standard de Liège     | Jupiler Pro League    | 33          | 4           | 8           | 6               | 2               | 4               | -                 | -                 | -                 | -          | -          | -          | -                              | -                              | -                              | -                              | 4        | 0        | 0        | 43    | 6     | 12    |
| 2018-2019             | Standard de Liège     | Jupiler Pro League    | 38          | 10          | 8           | 0               | 0               | 0               | -                 | -                 | -                 | 1          | 0          | 0          | C1+C3                          | 2+6                            | 0+0                            | 0+1                            | 10       | 0        | 1        | 57    | 10    | 10    |
| Sous-total            | Sous-total            | Sous-total            | 89          | 16          | 17          | 6               | 2               | 4               | 0                 | 0                 | 0                 | 1          | 0          | 0          | -                              | 8                              | 0                              | 1                              | 17       | 0        | 2        | 121   | 18    | 24    |
| 2019-2020             | Ajax Amsterdam        | Eredivisie            | 10          | 0           | 1           | -               | -               | -               | -                 | -                 | -                 | 1          | 0          | 0          | C1                             | 4                              | 0                              | 0                              | 4        | 0        | 0        | 19    | 0     | 1     |
| Sous-total            | Sous-total            | Sous-total            | 10          | 0           | 1           | 0               | 0               | 0               | 0                 | 0                 | 0                 | 1          | 0          | 0          | -                              | 4                              | 0                              | 0                              | 4        | 0        | 0        | 19    | 0     | 1     |
| 2020-2021             | Cagliari Calcio       | Serie A               | 37          | 3           | 6           | 2               | 0               | 0               | -                 | -                 | -                 | -          | -          | -          | -                              | -                              | -                              | -                              | 11       | 1        | 2        | 50    | 4     | 8     |
| 2021-2022             | Cagliari Calcio       | Serie A               | 34          | 0           | 6           | 1               | 1               | 0               | -                 | -                 | -                 | -          | -          | -          | -                              | -                              | -                              | -                              | 5        | 0        | 0        | 40    | 1     | 6     |
| Sous-total            | Sous-total            | Sous-total            | 71          | 3           | 12          | 3               | 1               | 0               | 0                 | 0                 | 0                 | 0          | 0          | 0          | -                              | 0                              | 0                              | 0                              | 16       | 1        | 2        | 90    | 5     | 14    |
| 2022-2023             | Empoli FC (prêt)      | Serie A               | 33          | 2           | 0           | 1               | 0               | 0               | -                 | -                 | -                 | -          | -          | -          | -                              | -                              | -                              | -                              | 5        | 1        | 0        | 39    | 3     | 0     |
| 2023-2024             | Empoli FC (prêt)      | Serie A               | 10          | 0           | 0           | 1               | 0               | 0               | -                 | -                 | -                 | -          | -          | -          | -                              | -                              | -                              | -                              | 6        | 1        | 0        | 17    | 1     | 0     |
| Sous-total            | Sous-total            | Sous-total            | 43          | 2           | 1           | 2               | 0               | 0               | 0                 | 0                 | 0                 | 0          | 0          | 0          | -                              | 0                              | 0                              | 0                              | 11       | 2        | 0        | 56    | 4     | 1     |
| Total sur la carrière | Total sur la carrière | Total sur la carrière | 217         | 26          | 32          | 15              | 4               | 4               | 3                 | 3                 | 0                 | 2          | 0          | 0          | -                              | 18                             | 3                              | 0                              | 52       | 3        | 3        | 307   | 39    | 39    |

### But international
| But international de Răzvan Marin | But international de Răzvan Marin | But international de Răzvan Marin   | But international de Răzvan Marin | But international de Răzvan Marin | But international de Răzvan Marin | But international de Răzvan Marin       |
|                                   | Date                              | Lieu                                | Adversaire                        | Score                             | Résultat                          | Compétition                             |
| --------------------------------- | --------------------------------- | ----------------------------------- | --------------------------------- | --------------------------------- | --------------------------------- | --------------------------------------- |
| 1.                                | 8 octobre 2016                    | Stade Républicain, Erevan, Arménie  | Arménie                           | 0 - 3                             | 0 - 5                             | Éliminatoires de la Coupe du monde 2018 |
| 2.                                | 11 novembre 2020                  | Arena Națională, Bucarest, Roumanie | Biélorussie                       | 2 - 0                             | 5 - 3                             | Match Amical                            |

## Palmarès

### En club
- Viitorul Constanța
  - Champion de Roumanie en 2017

- Standard de Liège
  - Vainqueur de la Coupe de Belgique en 2018
  - Vice-champion de Belgique en 2018

- Ajax Amsterdam
  - Vainqueur de la Supercoupe des Pays-Bas en 2019